# Вилимек (Таборский), Ян
Ян Вили́мек (Та́борский) (чеш. Ján Vilimek или чеш. Ján Táborský ); ? — 1490, Литомишль) — известный «чешский брат», живший во второй половине XV века. Сначала был католическим священником, позднее перешел в Общину богемских братьев, основанную в Чехии в XV в. после гуситского революционного движения, из остатков гуситов. Отстаивал идеи Яна Гуса и Петра Хельчицкого. В памятниках первого периода братства о нем часто упоминается как о «человеке ученом и благоразумном в речах, свободомыслящем и вообще известном в своё время». В интересах «братства» написал «Vyznáni viry neb konfesi bratrské» в ответ на критку общины со стороны противников и «Výklad na prvni kapitolu druhé kanoniky sv. Petra».